# Нова Надєжда (Волгоградська область)
Нова Надєжда (рос. Новая Надежда) — хутір у Городищенському районі Волгоградської області Російської Федерації.
Населення становить 1612  осіб. Входить до складу муніципального утворення Новонадєждинське сільське поселення.

## Історія
Хутір розташований у межах українського історичного та культурного регіону Жовтий Клин.
Згідно із законом від 14 травня 2005 року № 1058-ОД органом місцевого самоврядування є Новонадєждинське сільське поселення.

## Населення
| 2010 | 2012  | 2013  | 2014  | 2015  | 2016  | 2017  |
| ---- | ----- | ----- | ----- | ----- | ----- | ----- |
| 1570 | ↗1577 | ↗1599 | ↘1596 | ↘1582 | ↗1594 | ↗1612 |